# Centre Air Creebec
Das Centre Air Creebec ist eine Mehrzweckhalle in der kanadischen Stadt Val-d’Or, Provinz Québec.

## Geschichte
Das Centre Air Creebec wurde 1949 eröffnet und bietet maximal 3.504 Zuschauern Platz. Das Eishockeyteam der Foreurs de Val-d’Or, eine Junioren-Mannschaft in der QMJHL trägt dort seine Spiele aus. Die Halle wurde im November 2005 nach dessen Sponsor, der in Val-d’Or ansässigen Regionalfluggesellschaft Air Creebec, benannt. Über den Sommer 2008 wurde die Halle renoviert.